# Austin Tice
Austin Bennett Tice (Plano (Texas), Estados Unidos, 11 de agosto de 1981-desaparecido en Daraya, Siria, el 13 de agosto de 2012) es un periodista independiente estadounidense y un veterano del Cuerpo de Marines de los Estados Unidos que fue secuestrado mientras realizaba un reportaje en Siria el 13 de agosto de 2012. Tice es el periodista estadounidense que lleva más tiempo detenido en la historia y el segundo periodista que lleva más tiempo detenido en el mundo después de Dawit Isaak, que lleva recluido sin juicio en Eritrea desde 2001. Desde 2012, el gobierno de los Estados Unidos ha mantenido que Tice estaba detenido por el régimen de Assad. Los archivos de inteligencia sirios descubiertos por la BBC en junio de 2025 y la confirmación de antiguos funcionarios sirios tras la caída del régimen de Assad confirmaron que Tice había sido detenido por el régimen de Assad.